# Kahlgrund
Koordinaten: 50° 4′ N, 9° 10′ O

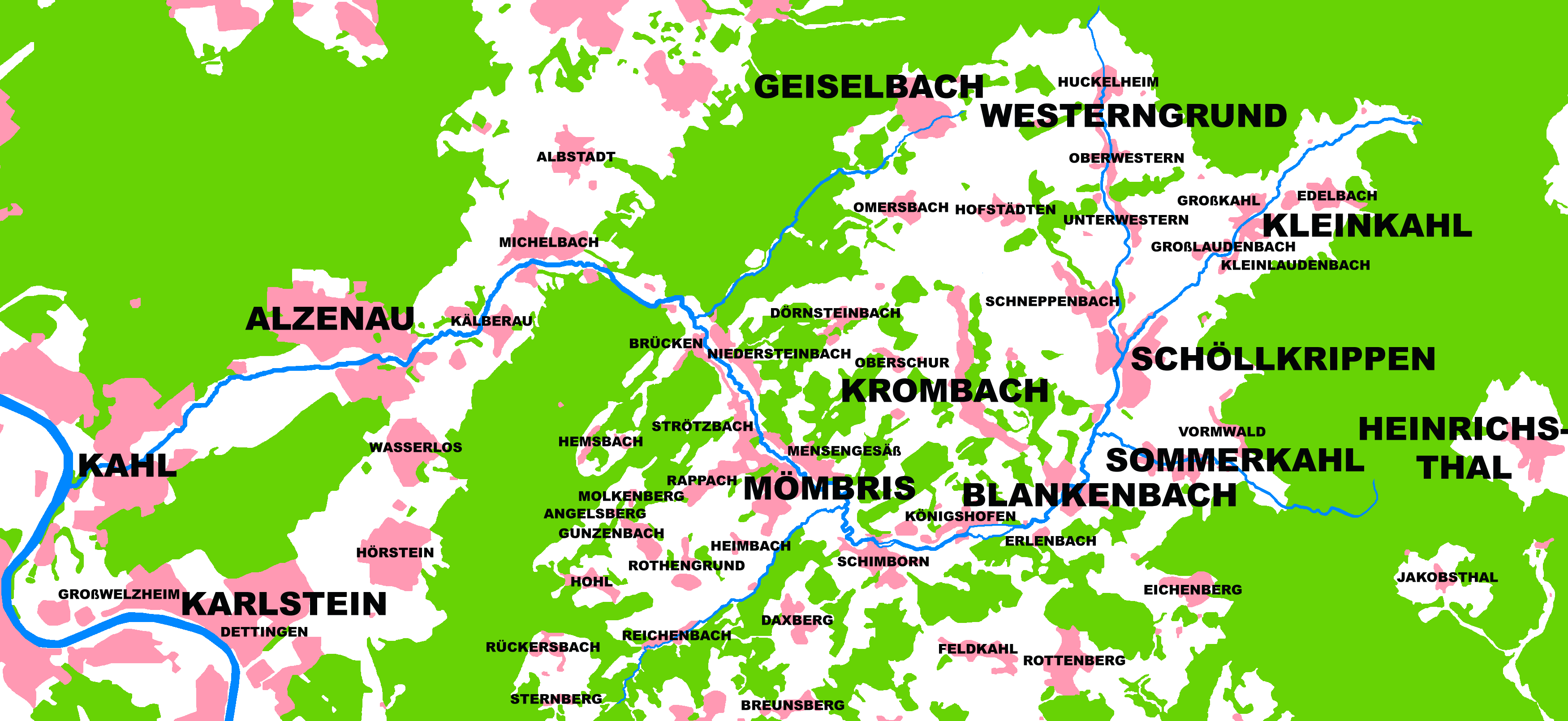
Orte im Kahlgrund (ehemaliger Landkreis Alzenau)

Der Kahlgrund ist eine Landschaft im nordwestlichen Spessart in Bayern und Hessen in Deutschland.

## Geographie
Der Kahlgrund erstreckt sich im Einzugsgebiet des namensgebenden Flusses Kahl zum größten Teil im bayerischen Landkreis Aschaffenburg sowie teilweise im hessischen Main-Kinzig-Kreis. Der bayerische Teil lag bis 1972 vollständig im ehemaligen Landkreis Alzenau (Kfz-Kennzeichen ALZ). Nebentäler wie der Westerngrund, der Hutzelgrund oder der Teufelsgrund sowie das Prischoß gehören mit zur Landschaft Kahlgrund. Der Name Kahltal dagegen wird nur für das Tal der Kahl von der Kahlquelle an der Bamberger Mühle bis zur Mündung in den Main bei Kahl am Main verwendet.
Die Kommunen im Kahltal sind (Aufzählung flussabwärts) Kleinkahl, Schöllkrippen, Blankenbach, Mömbris, ein Teil der Gemeinde Freigericht (Siedlung Hüttelngesäß), Alzenau sowie Kahl am Main. Weitere Gemeinden die im Kahlgrund, nicht aber direkt an der Kahl liegen, sind Westerngrund, Sommerkahl, Krombach, ein Teil von Sailauf (Ortsteil Eichenberg), Teile der Gemeinde Hösbach (Ortsteile Feldkahl und Rottenberg), ein Teil von Johannesberg (Ortsteil Breunsberg) und Geiselbach. Der Kahlgrund wird in oberer, mittlerer und unterer Kahlgrund gegliedert.

### Orte

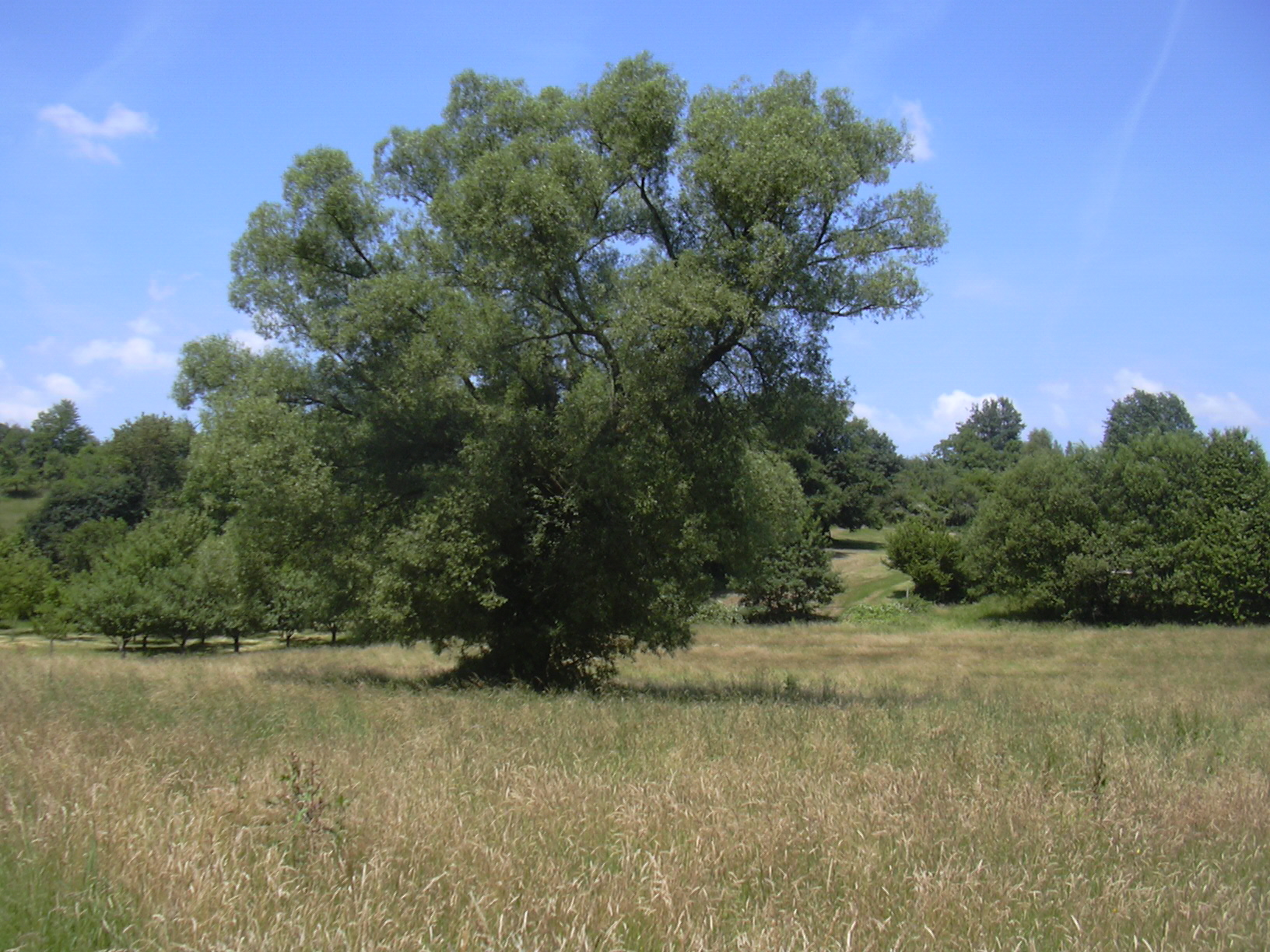
Landschaft mit Silberweiden im unteren Kahlgrund bei Kälberau

Ortschaften die in der Landschaft Kahlgrund und im Kahltal liegen:
| - Angelsberg - Albstadt - Alzenau - Bamberger Mühle - Breunsberg - Brücken - Daxberg - Dettingen am Main - Dörnsteinbach - Edelbach - Eichenberg - Emmerichshofen - Erlenbach an der Kahl - Ernstkirchen - Feldkahl - Flederichsmühle - Frohnbügel - Fronhofen - Geiselbach - Glashütte - Großblankenbach - Großkahl - Großlaudenbach - Großwelzheim | - Gunzenbach - Hauhof - Hauenstein - Heimbach - Heinrichsthal - Hemsbach - Hofstädten - Hohl - Hörstein - Huckelheim - Hüttelngesäß - Jakobsthal - Kahl am Main - Kälberau - Kaltenberg - Kleinblankenbach - Kleinkahl - Kleinlaudenbach - Königshofen an der Kahl - Krombach - Langenborn - Mensengesäß - Michelbach - Molkenberg - Mömbris | - Niedersteinbach - Oberschur - Oberwestern - Omersbach - Polsterhof - Rappach - Reichenbach - Reuschberg - Röderhof - Rothengrund - Rottenberg - Rückersbach - Schabernack - Schimborn - Schneppenbach - Schöllkrippen - Sommerkahl - Sternberg - Strötzbach - Unterschur - Unterwestern - Vormwald - Wasserlos - Wesemichshof |

Im Kahlgrund liegen die gemeindefreien Gebiete Heinrichsthaler Forst und der Schöllkrippener Forst sowie zum Teil der Sailaufer Forst und der Wiesener Forst. Ehemalige, also bereits in eine Kommune eingegliederte, gemeindefreie Gebiete im Kahlgrund sind der Geiselbacher Forst (2015 an Geiselbach und Westerngrund) und der Huckelheimer Wald (2019 an Westerngrund und Kleinkahl).

### Berge
Markante Berge, die das Kahltal begrenzen sind (nach Höhe sortiert):
| - Hahnenkamm (436 m) - Habersberg (428 m) - Kapuzinerspitze (421 m) - Reuschberg (415 m) - Rottenberg (408 m) - Lindenberg (400 m) - Klosterberg (383 m) - Schanzenkopf (Sülzert) (365 m) - Schanzenkopf (Hahnenkamm) (343 m) - Herrenberg (341 m) - Daunert (334 m) | - Glasberg (334 m) - Steinküppel (329 m) - Heidkopf (325 m) - Giftiger Berg (317 m) - Heilberg (314 m) - Kohlberg (313 m) - Bauersberg (308 m) - Kalmus (303 m) - Blasbalg (302 m) - Gretenberg (283 m) |

## Geschichte

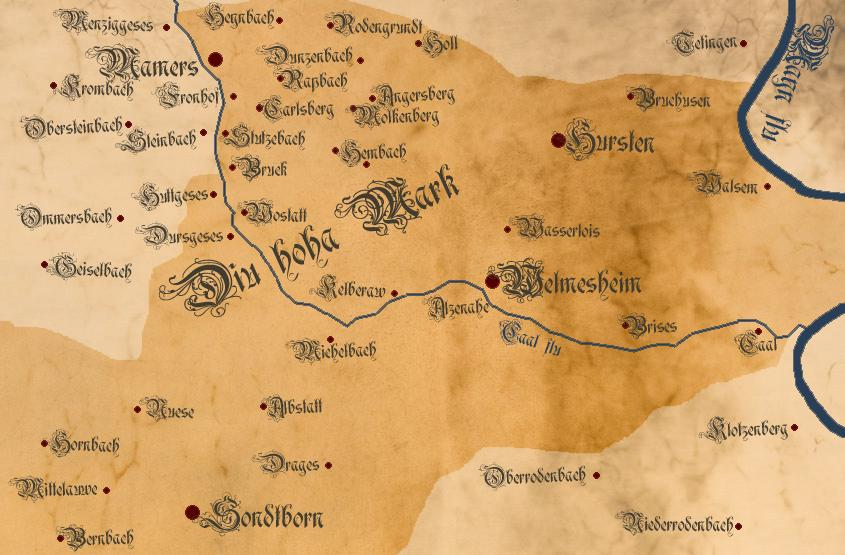
Die Gegend um den unteren und mittleren Kahlgrund im Freigericht Wilmundsheim im 16. Jahrhundert. Norden ist unten.

Der Kahlgrund war früher von Grenzen historischer Territorien durchzogen.
Im Mittelalter bildete der untere und mittlere Kahlgrund das Freigericht Wilmundsheim vor der Hart, das aus den vier Teilgerichten Hörstein (auch „Gericht zur Hart“ genannt), Mömbris, Somborn und Wilmundsheim (heute Alzenau) bestand. Hörstein war zu dieser Zeit das größte Dorf im Freigericht. Diese vier Zentgerichte, mit ihren zu verwaltenden Dörfern, schlossen sich im 12. Jahrhundert zum Bündnis der Hohen Mark zusammen. Es wurde von König Barbarossa zu einem freien Gericht im Heiligen Römischen Reich erklärt. Es stand unter Selbstverwaltung und war reichsunmittelbar und ohne Landesherren.
Der obere Kahlgrund gehörte zu dieser Zeit dem Landgericht Krombach, das ein Teil des Kurstaats Mainz war. Dieser vergab einige Gebiete als Lehen an verschiedene Adelshäuser, wie die Herren von Büdingen, die Grafen von Rieneck oder die von Schönborn. Das Gebiet des Freigerichts Wilmundsheim wurde nur an reichsunmittelbare Adlige verliehen. Größter Grundbesitzer war der Abt des Klosters Seligenstadt, der auch als Obermärker fungierte. Seit dem Ende des 14. Jahrhunderts bemühten sich Kurmainz und die Grafen von Hanau um die Landesherrschaft im Freigericht. Kurmainz erbaute deshalb von 1395 bis 1399 die Burg Alzenau. Das unterhalb der Burg, gegenüber von Wilmundsheim entstandene Dorf, erhielt im Jahr 1401 durch König Ruprecht das Stadtrecht.
| Einwohner im unteren Kahlgrund: \| Dorf \| Einwohner um 1600 \| Einwohner um 1700 \| \| ---------- \| ----------------- \| ----------------- \| \| Albstadt \| 126 \| 96 \| \| Alzenau \| 192 \| 280 \| \| Hörstein \| 1182 \| 720 \| \| Kälberau \| 180 \| 65 \| \| Michelbach \| 462 \| 240 \| \| Wasserlos \| 456 \| 280 \| |                   |                   |
| Dorf | Einwohner um 1600 | Einwohner um 1700 |
| Albstadt | 126               | 96                |
| Alzenau | 192               | 280               |
| Hörstein | 1182              | 720               |
| Kälberau | 180               | 65                |
| Michelbach | 462               | 240               |
| Wasserlos | 456               | 280               |

In der frühen Neuzeit erhielten im Jahr 1500 der römisch-katholische Kurstaat Mainz und die lutherischen Grafen von Hanau-Münzenberg unter gemeinsamer Verwaltung, trotz der unterschiedlichen Konfessionen, das Freigericht als Reichslehen. Etwa zur gleichen Zeit änderte sich der Name des Dorfes Wilmundsheim in Alzenau. Im 17. Jahrhundert wurde in den Jahren nach dem Dreißigjährigen Krieg im Heiligen Römischen Reich der Rheinische Bund gegründet.
Nachdem 1736 der letzte Graf von Hanau starb, besetzte Kurmainz das Freigericht militärisch. Daraufhin wurde das Gebiet zerteilt. Das Gericht Somborn kam, aufgrund eines Erbvertrages, im Jahr 1740 als Amt Somborn (ohne Albstadt) an die Landgrafschaft Hessen-Kassel, die später im Kurfürstentum Hessen aufging, und wurde durch das Amt Altenhaßlau mitverwaltet. Das übrige Freigericht wurde als Amt Alzenau in den Kurstaat Mainz eingegliedert. Kurmainz schuf für das Amt eine eigene Kellerei, mit Sitz in der Burg Alzenau, die für Verwaltung und Justiz im unteren Kahlgrund zuständig war. Im mittleren und oberen Kahlgrund gab es das Amt Kaltenberg und das Amt Krombach.
Anfang des 19. Jahrhunderts, zur Gründung des Rheinbundes, kam im Jahr 1803 das kurmainzische Oberamt Steinheim mit dem Amt Alzenau an die Landgrafschaft Hessen-Darmstadt. 1811 wurde das damalige Amt Alzenau um die Vogtei der der ebenfalls 1802 an Hessen-Darmstadt gefallenen Herrschaft Geiselbach (eine Exklave mit den zuvor zur Abtei Seligenstadt gehörenden Dörfern Geiselbach, Omersbach, Hofstädten und Rothenberg) vergrößert. Die Landgrafschaft Hessen-Darmstadt wurde im Jahr 1806 durch Napoleon zum Großherzogtum Hessen erhoben und das Amt Alzenau kam in die großherzogliche Provinz Starkenburg. Das Amt Altenhaßlau war von 1807 bis 1810 unter Verwaltung des Fürstentums Hanau. Der obere Kahlgrund gehörte zu dieser Zeit schon zum Fürstentum Aschaffenburg, das nach der Eroberung von Mainz durch Frankreich in den Napoleonische Kriegen, aus dem Vizedomamt Aschaffenburg, also dem verbliebenen Gebiet des Mainzer Kurstaates entstand. Dieses Fürstentum stand unter der Herrschaft des Reichserzkanzlers Karl Theodor von Dalberg und wurde 1810, wie auch das Fürstentum Hanau, ein Departement des Großherzogtums Frankfurt. Residenzstadt des gesamten Großherzogtums blieb Aschaffenburg.
Nach dem Wiener Kongress und mit der Gründung des Deutschen Bundes gehörte ab dem Jahr 1814 der obere Kahlgrund sowie das gesamte Gebiet des alten Fürstentums Aschaffenburg (auch mit dem Verwaltungsgebiet um Orb) zum Königreich Bayern. Erst zwei Jahre später wurde das Amt Alzenau bayerisch. Dabei wurden die Landgerichte Alzenau und Kaltenberg errichtet. Der nun zu Bayern gekommene Teil des Kahlgrunds ging 1817, durch diese Eingliederung und dem Anschluss des Großherzogtums Würzburg, im neu geschaffenen Untermainkreis, dem Vorläufer von Unterfranken, auf.

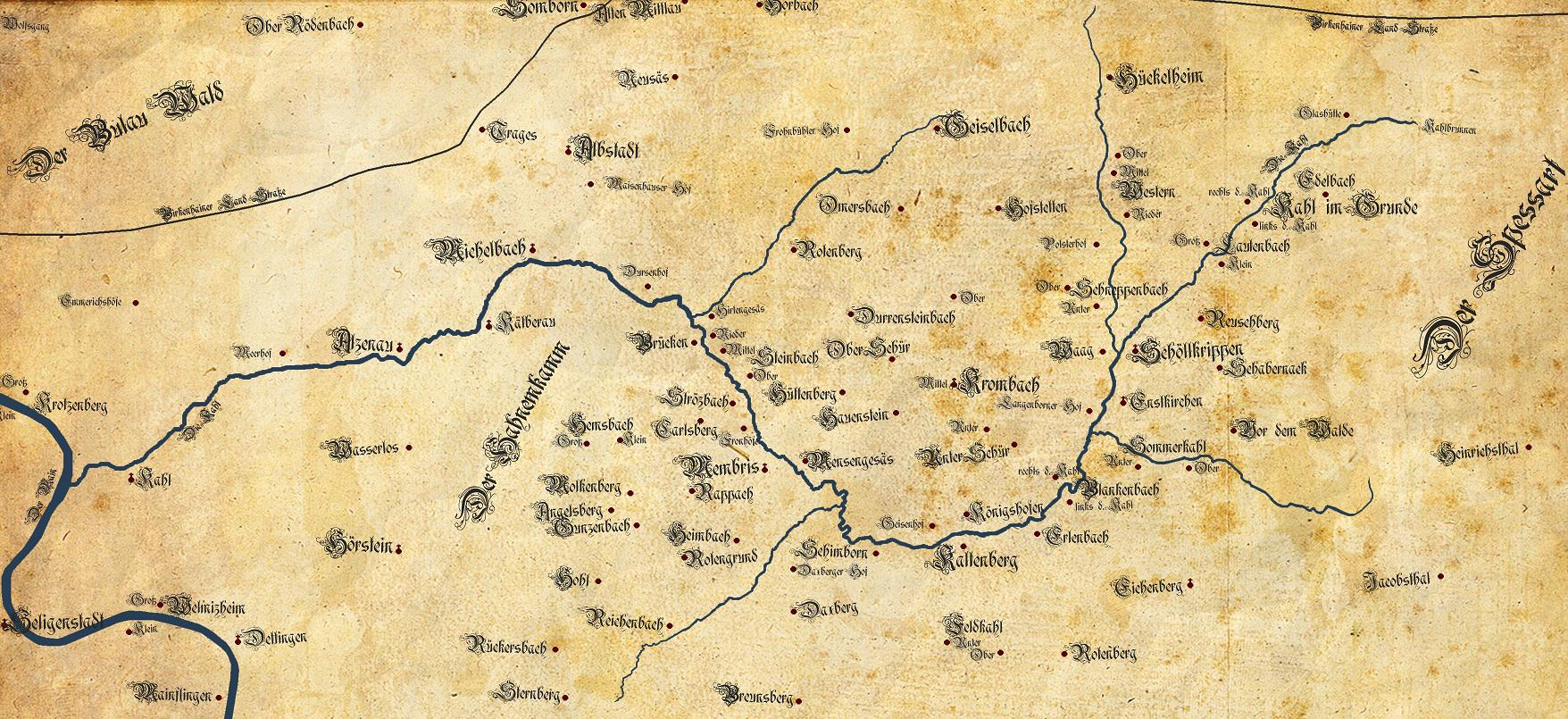
Die Gegend um den Kahlgrund im Untermainkreis um das Jahr 1820

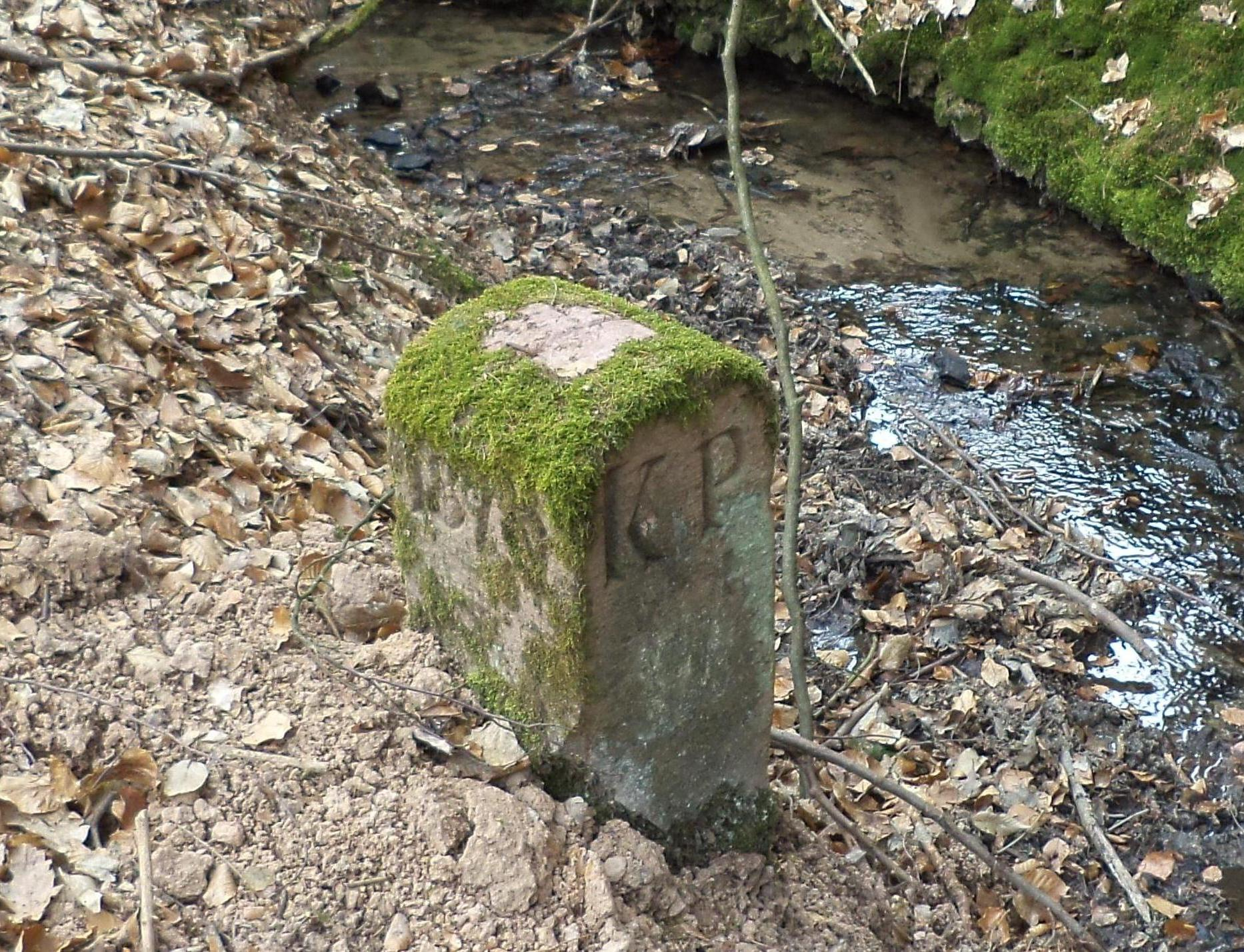
Historischer Grenzstein bei Geiselbach; zwischen dem ehem. Königreich Preußen (KP, Vorderseite) und dem ehem. Königreich Bayern (KB, Rückseite)

Im Zuge der Verwaltungsreformen im Königreich Bayern, wurden mit dem Gemeindeedikt von 1818 die meisten Dörfer im Kahlgrund zu selbstständigen Gemeinden. 1829 wurde das Landgericht Kaltenberg aufgelöst und sein Gebiet auf die Landgerichte Aschaffenburg und Alzenau aufgeteilt. Im Jahr 1838 benannte man den Bezirk Untermainkreis in Unterfranken und Aschaffenburg um. 1840 wurde der Gutsbezirk Hüttelngesäß aus dem Königreich Bayern dem Kreis Gelnhausen (Vorläufer des Landkreises) im Kurfürstentum Hessen (ab 1866, nach dem Deutschen Krieg Provinz Hessen-Nassau im Königreich Preußen) zugeschlagen. Am 3. September 1858 wurde das Landgericht Schöllkrippen aus Teilen der Landgerichtsbezirke Alzenau, Rothenbuch und dem Gebiet des aufgelösten Landgerichts Kaltenberg, das nach Aschaffenburg eingegliedert wurde, gebildet.
Im Jahr 1862, nach der Trennung von Justiz und Verwaltung, wurde durch das Zusammenlegen der Landgerichte Alzenau und Schöllkrippen das Bezirksamt Alzenau gebildet, auf dessen Verwaltungsgebiet der komplette bayerische Kahlgrund lag. 1939 wurde wie überall im Deutschen Reich die Bezeichnung Landkreis eingeführt. Das Bezirksamt wurde dadurch zum Landkreis und der Kahlgrund gehörte somit zum Landkreis Alzenau. Die Grenzen des Landkreises sah man nun auch als Grenzen des Kahlgrundes. Der Name des Bezirks Unterfranken und Aschaffenburg wurde zur selben Zeit in Mainfranken geändert.

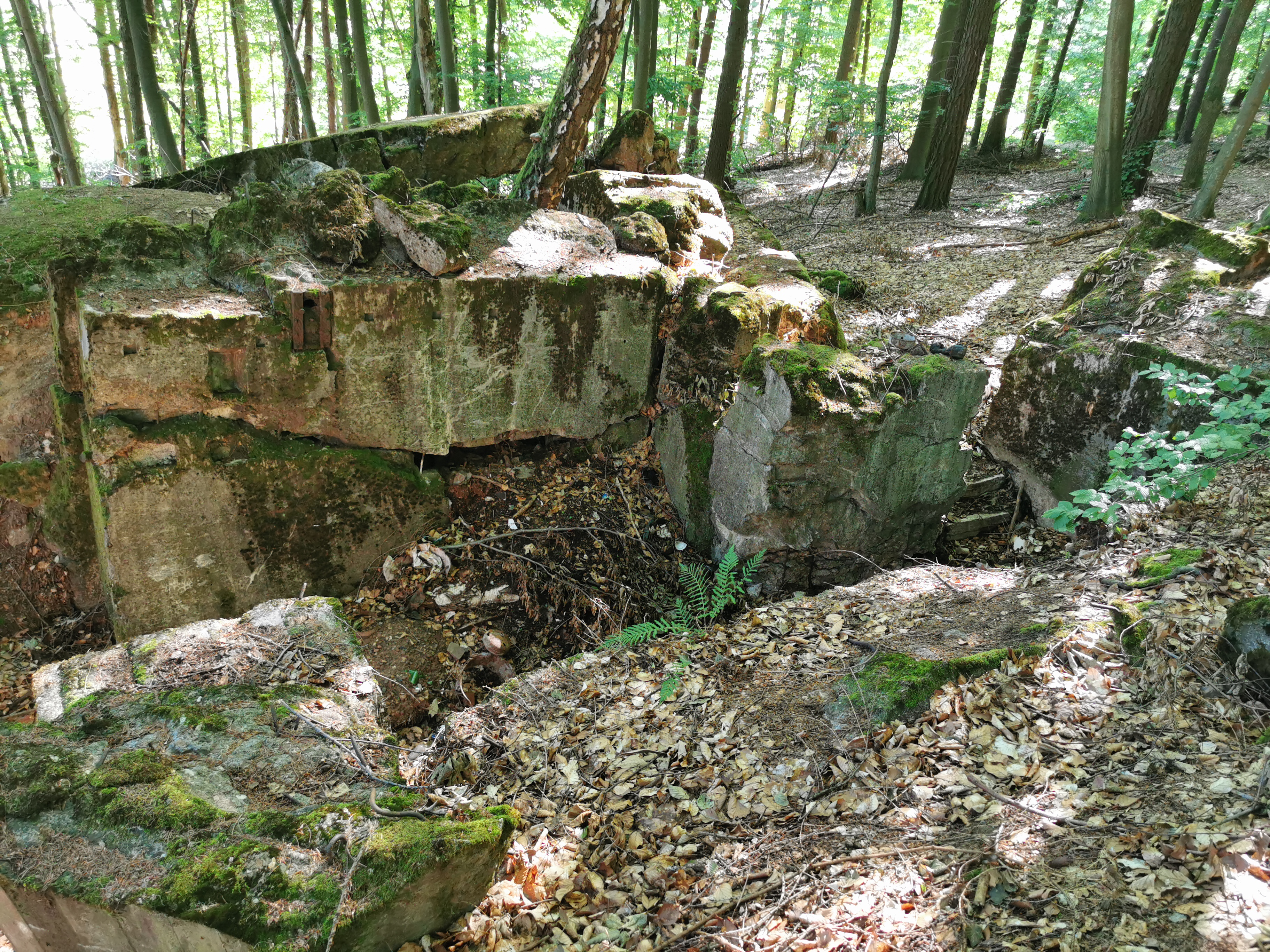
Gesprengter MG-Bunker der Wetterau-Main-Tauber-Stellung bei Michelbach

Nach dem Ersten Weltkrieg errichtete das Deutsche Reich zwischen 1936 und 1937 hunderte Bunkeranlagen der Wetterau-Main-Tauber-Stellung als Westverteidigung gegen die Alliierten. Dieser militärische Verteidigungsgürtel verlief auch durch den unteren Kahlgrund, an den Hängen der Sölzert und des Hahnenkamms, von Horbach, über Michelbach, Wasserlos und Hörstein nach Dettingen. Im Bereich der Herrnmühle wurde ein Panzergraben ausgehoben. Die Bunker wurden nach dem Zweiten Weltkrieg von den US-Streitkräften gesprengt und zum Teil mit Erde zugeschüttet, jedoch kann man einige Ruinen auch heute noch im Wald sehen.
1945 wurde die zuvor preußische Provinz Hessen-Nassau, in der auch Hüttelngesäß und das Gebiet nördlich der Kahlmündung lag, und der Volksstaat Hessen (zuvor Großherzogtum Hessen), auf der gegenüberliegenden Mainseite, zu Groß-Hessen (heute Land Hessen) in der Amerikanischen Besatzungszone vereint. Der bayerische Regierungsbezirk Mainfranken bekam 1946 seinen heutigen Namen Unterfranken.
Mit Auflösung des Landkreises Alzenau im Jahre 1972 kam dessen Gebiet in den neu gebildeten Landkreis Aschaffenburg. Im Zuge dieser Gebietsreform in Bayern, wurden viele der ursprünglich selbstständigen Gemeinden im Kahlgrund zusammengelegt. 1974 wurden dann auch die benachbarten hessischen Landkreise Gelnhausen und Hanau in den Main-Kinzig-Kreis eingegliedert.
Historisch gesehen war vor allem der obere Teil des Tals eines der letzten Notstandsgebiete Bayerns/Frankens mit sehr hoher Armut. Die karge Landwirtschaft wurde damals vornehmlich durch Fabrik- und Heimarbeit (vor allem Textilien- und Zigarrenproduktion) ergänzt. Die zunehmende Industrieansiedlung und die verbesserte Verkehrsanbindung hat den Kahlgrund heute zu einer eher wohlhabenden Gegend mit engem Anschluss an das Rhein-Main-Gebiet gemacht.

### Frühere Orte

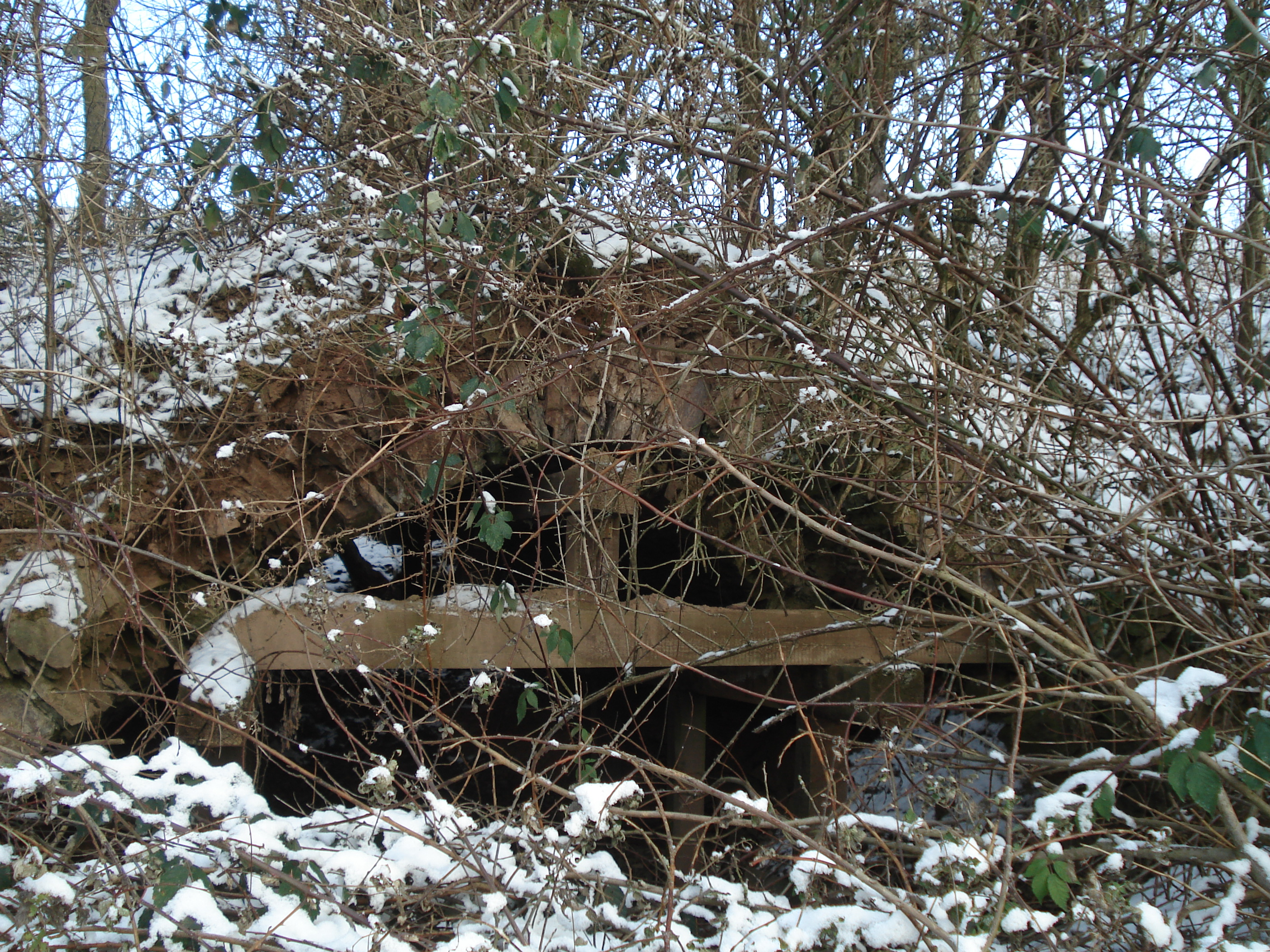
Ein zerfallenes Kellergewölbe des heute nicht mehr bestehenden Dorfes Hüttenberg, zwischen Oberschur und Mensengesäß.

Orte im Kahlgrund die heute nicht mehr existieren (in Klammern die heutige Gemarkung):
| - Bruchhausen (Hörstein) - Hüttenberg (Mensengesäß) - Karlesberg (Mömbris) | - Prischoß (Alzenau / Kahl) - Sadelbach (Feldkahl) - Wohnstadt (Mömbris) | - Rothenberg (Niedersteinbach) |

Ortsnamen im Kahlgrund die heute nicht mehr existieren (in Klammern der heutige Ortsteil):
| - Dursgesäß (Dörsthöfe) - Elze (Alzenau) - Gasse (Schöllkrippen) - Geisenhofen (Königshofen) - Hofgut (Schöllkrippen) - Mittelkrombach (Krombach) - Mittelsteinbach (Niedersteinbach) - Mittelwestern (Oberwestern) | - Oberfeldkahl (Feldkahl) - Oberkrombach (Krombach) - Oberschneppenbach (Schneppenbach) - Oberschur (Alzenau) - Obersommerkahl (Sommerkahl) - Obersteinbach (Dörnsteinbach) - Obersteinbach (Niedersteinbach) | - Sachsenhausen (Alzenau) - Unterfeldkahl (Feldkahl) - Unterkrombach (Krombach) - Unterschneppenbach (Schneppenbach) - Untersommerkahl (Sommerkahl) - Waag (Schöllkrippen) - Weiberheim (Schimborn) - Wilmundsheim (Alzenau) |

## Klima
| Klimatabelle: (Durchschnittliche Anzahl der Tage im Jahr) \| \| 1946–1987 \| 1988–2019 \| \| -------------------- \| --------- \| --------- \| \| Frosttage \| 84 \| 70 \| \| Eistage \| 17 \| 11 \| \| Schneedeckentag[A 7] \| 29 \| 15 \| \| Sommertage \| 48 \| 61 \| \| heiße Tage \| 12 \| 18 \| \| Wüstentage \| 0 \| 2 \| |           |           |
| | 1946–1987 | 1988–2019 |
| Frosttage | 84        | 70        |
| Eistage | 17        | 11        |
| Schneedeckentag | 29        | 15        |
| Sommertage | 48        | 61        |
| heiße Tage | 12        | 18        |
| Wüstentage | 0         | 2         |

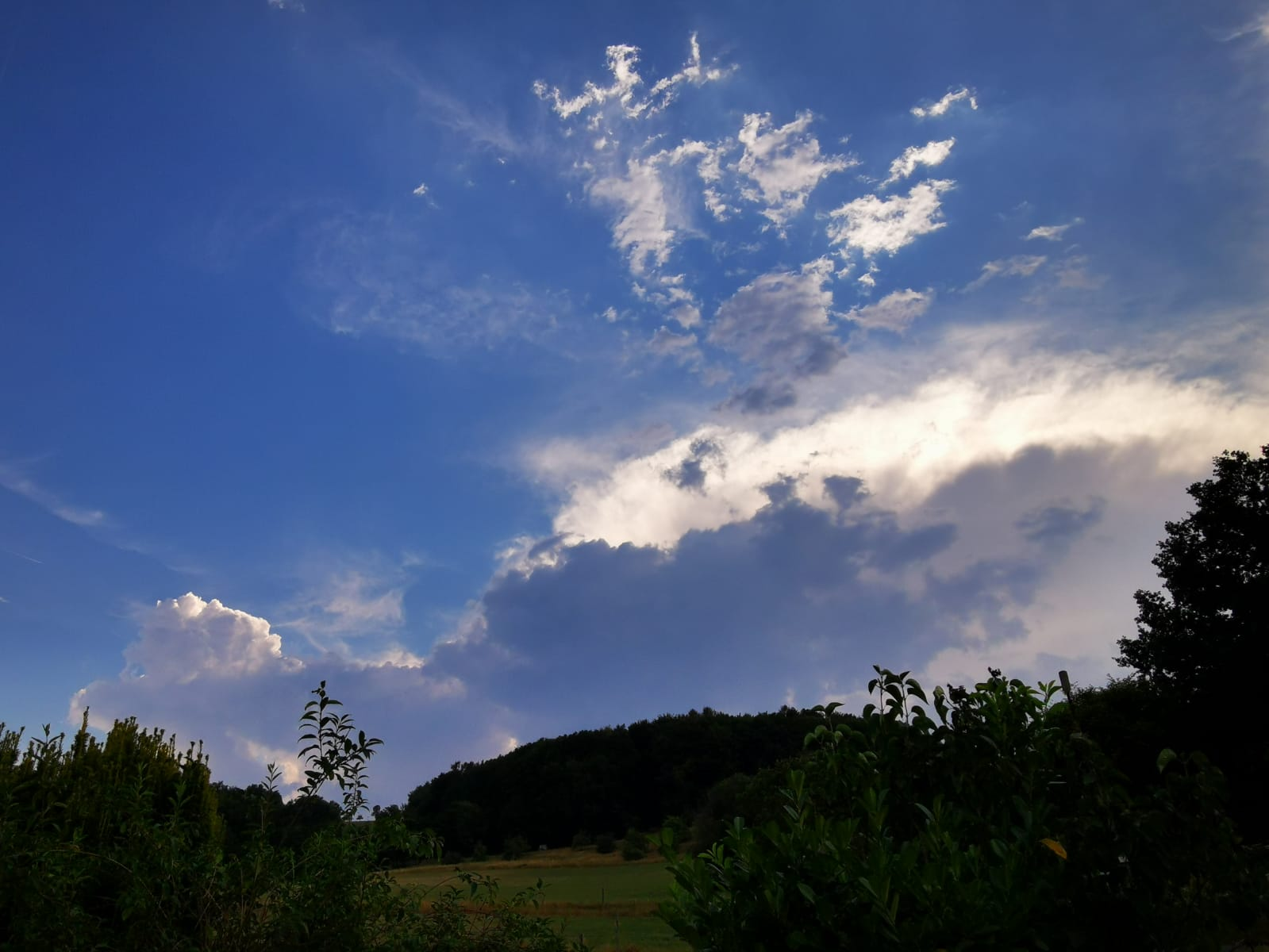
Cumuluswolken über Mömbris. Dahinter ein Eisschirm eines Cumulonimbus.

Der gesamte Kahlgrund liegt in der gemäßigten Klimazone. Vor allem in den Wintermonaten fallen im oberen und mittleren Kahlgrund im Durchschnitt größere Niederschlagsmengen als im unteren. In der Regel ist der Juli der wärmste und der Januar der kälteste Monat des Jahres. Die tiefste gemessene Temperatur des Kahlgrundes lag seit Messbeginn (1946) am 10. Februar 1956 bei −22,8 °C; die höchste am 25. Juli 2019 bei 40,3 °C. Kahl und Großwelzheim im unteren Kahlgrund sind die wärmsten Orte Bayerns.
Im Mittel fallen im Kahlgrund zwischen 700 und etwa 1000 l/m² Niederschlag (890 l/m² in Niedersteinbach, 710 l/m² in Kahl). Die durchschnittliche Sonnenscheindauer liegt im Jahr bei 1528 Stunden. An ungefähr 70 Tagen sind die Temperaturen im Kahlgrund durchschnittlich unter null Grad Celsius (Frosttage); Tage mit Dauerfrost (Eistage) sind es im Jahr etwa 11. An ungefähr 15 Tagen im Jahr liegt im Kahlgrund eine messbare Schneedecke (Schneedeckentag). Tage über 25 °C (Sommertage) gibt es im Durchschnittsjahr rund 61, Tage über 30 °C (heiße Tage) etwa 18 und Wüstentage zwei.
Vor Beginn der Klimaerwärmung 1988 wurden im Mittel rund 84 Frosttage, circa 17 Eistage, ungefähr 29 Schneedeckentage, etwa 48 Sommertage, 12 heiße Tage und kein Wüstentag im Kahlgrund verzeichnet.

## Wirtschaft und Infrastruktur

### Landwirtschaft und Weinbau

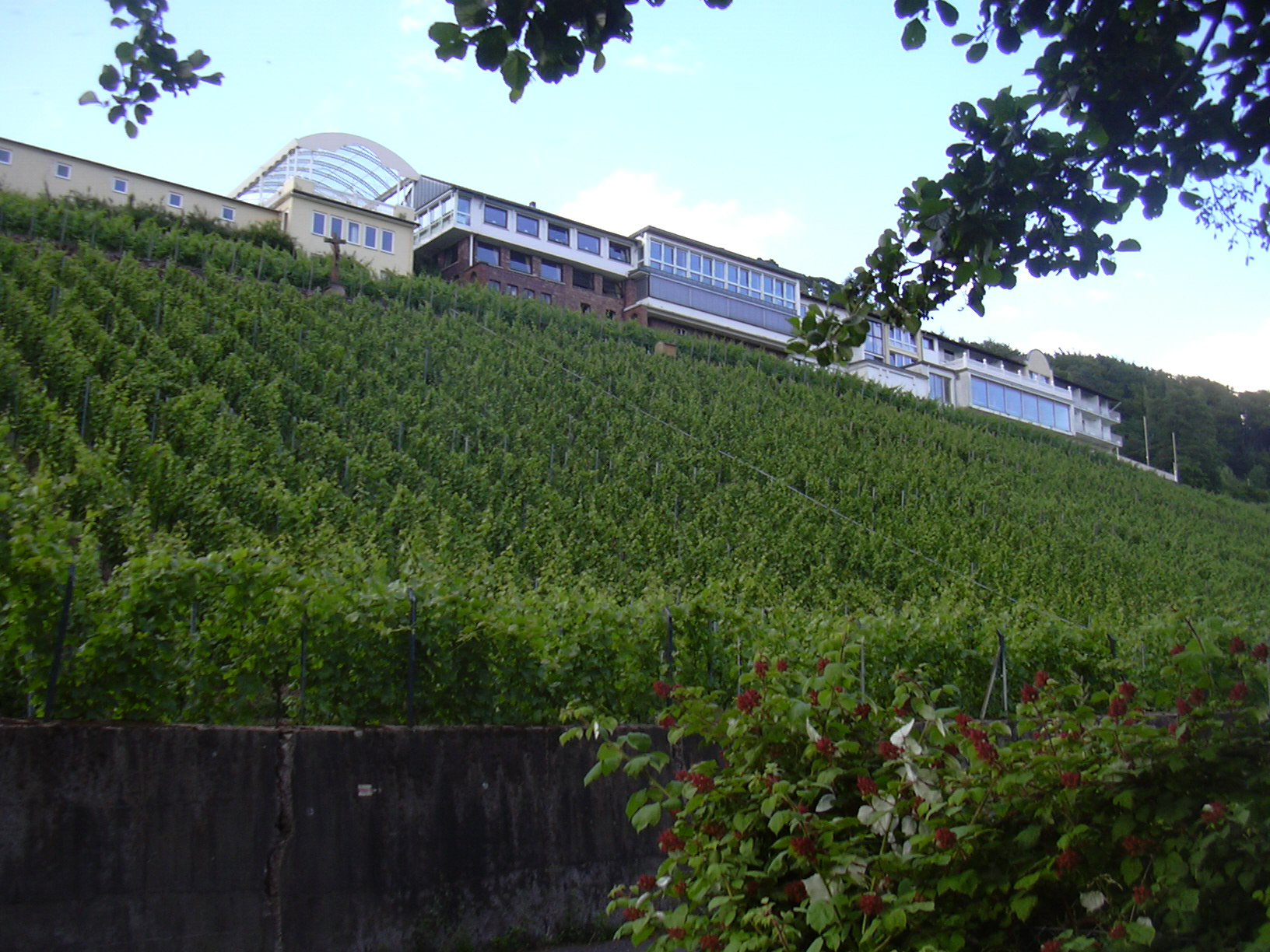
Weinlage Schlossberg in Wasserlos

Bekannte lokale Erzeugnisse sind der Apfelwein (lokal: Äbbelwoi) und Obstbrände. Auch Frankenwein wird im unteren Kahlgrund in den Weinorten Michelbach (Aloisengarten, Apostelgarten, Goldberg und Steinberg), Wasserlos (Luhmännchen, Schlossberg) und Hörstein (Abtsberg, Käfernberg und Reuschberg) angebaut. In Albstadt wurde bis Ende des 19. Jahrhunderts, nördlich der Straße nach Neuses (alte Weinbergsterrassen noch erkennbar), der Weinbau betrieben. Auch der Straßenname Wingertstraße in Alzenau erinnert an einen früher dort liegenden Weinberg.

### Verkehr
Seit 1898 ist das gesamte Tal ab Schöllkrippen von einer Normalspur-Eisenbahnlinie durchzogen und mittlerweile an den Rhein-Main-Verkehrsverbund angeschlossen. Die Züge der Bahnstrecke Kahl–Schöllkrippen werden im lokalen Sprachgebrauch als „Bembel“ bezeichnet. Auch historische Eisenbahnen mit Dampflokomotiven sind auf dieser Strecke an manchen Feiertagen wie Ostern oder dem Tag der Arbeit unterwegs.
Die Staatsstraße 2305 verläuft im Kahlgrund von Michelbach bis zur Bamberger Mühle. Bei Alzenau wird das Kahltal von der A 45 gequert.
Buslinien der KVG sind ebenfalls vorhanden.
Im Kahltal verläuft von Kahl am Main bis zur Kahlquelle der Kahltal-Spessart-Radwanderweg. Der Degen-Weg führt von der Kahlmündung zum Dr.-Kihnplatz bei Wiesen. Auch der Fränkische Marienweg verläuft durch manche Orte des Kahlgrundes.

## Kultur und Sehenswürdigkeiten

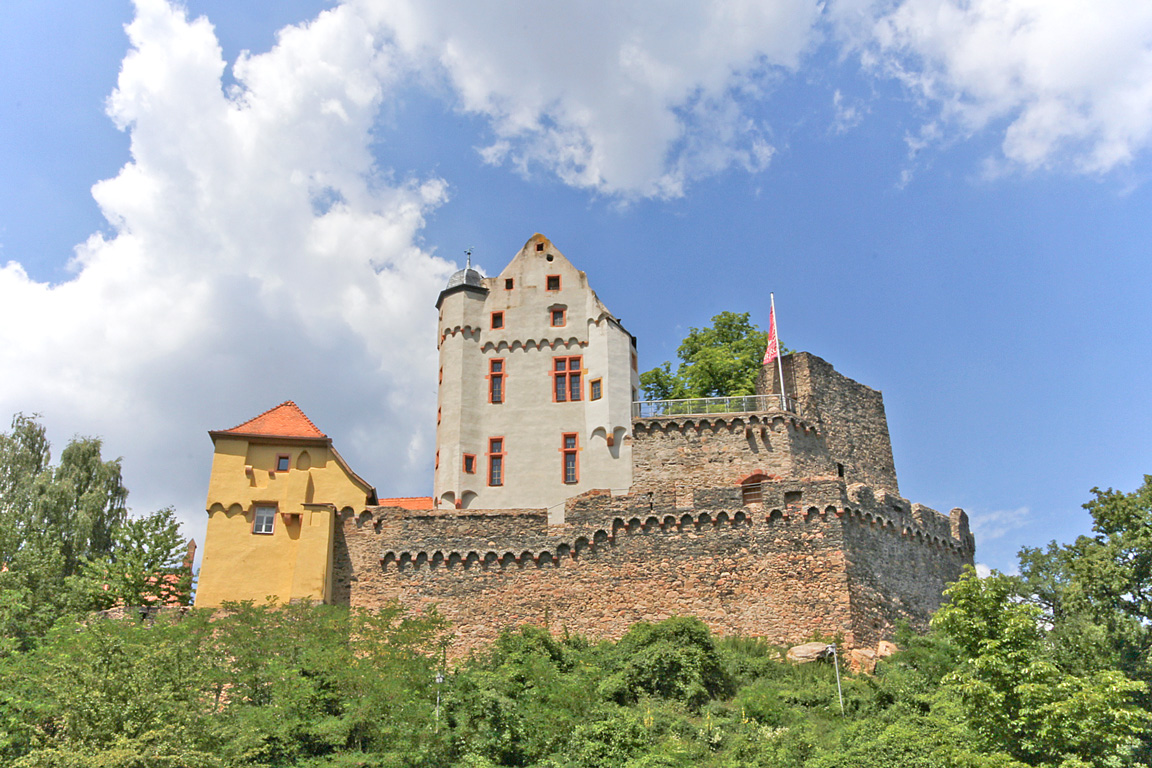
Burg Alzenau

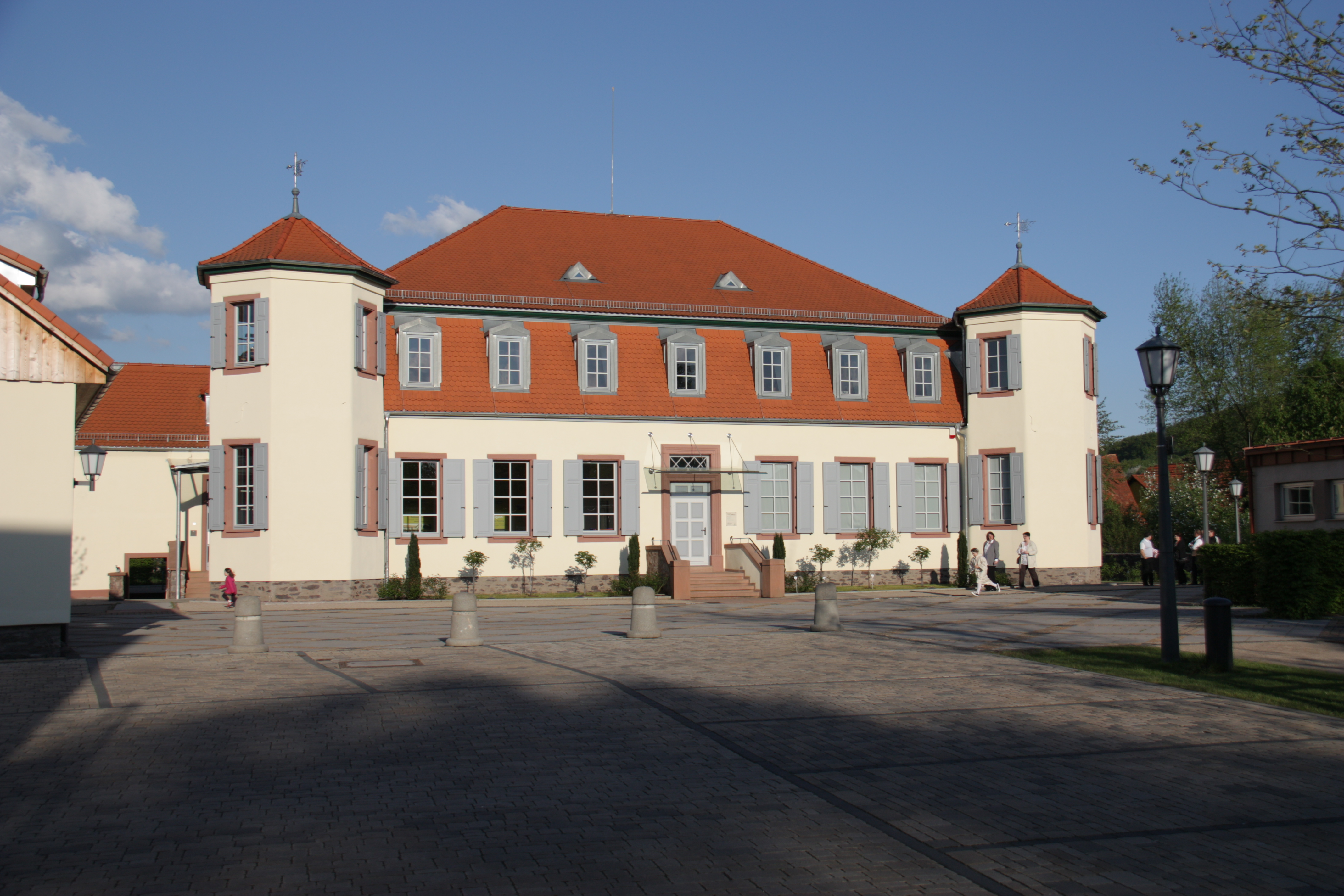
Michelbacher Schlösschen

Die weithin bekanntesten Sehenswürdigkeiten im Kahlgrund sind:
- Kahlquellen, die beiden, unter Naturschutz stehenden Quellen der Kahl bei der Bamberger Mühle
- Ehemaliger geographischer Mittelpunkt der Europäischen Union in Oberwestern
- Altort von Schöllkrippen, mit Rathaus (ehemaliges Schloss) und St. Lukaskapelle
- Grube Wilhelmine, ehemalige Kupfermine bei Sommerkahl
- Heimatmuseum in Gunzenbach
- Ölmühle, Fachwerkmühle bei Mömbris
- Mühlenmuseum in der Strötzbacher Mühle
- Hahnenkamm, höchster Berg im Vorspessart mit Aussichtsturm
- Teufelsmühle, Jagdblockhaus bei Omersbach
- Michelbacher Schlösschen mit Museum
- Wallfahrtskirche Maria zum rauhen Wind
- Burg Alzenau, spätgotische Burg aus dem 14. Jahrhundert
- Parkgelände der Landesgartenschau in Alzenau von 2015
- Pfarrkirche Mariä Himmelfahrt, Wehrkirche in Hörstein von 1449

### Kirchen und Kapellen

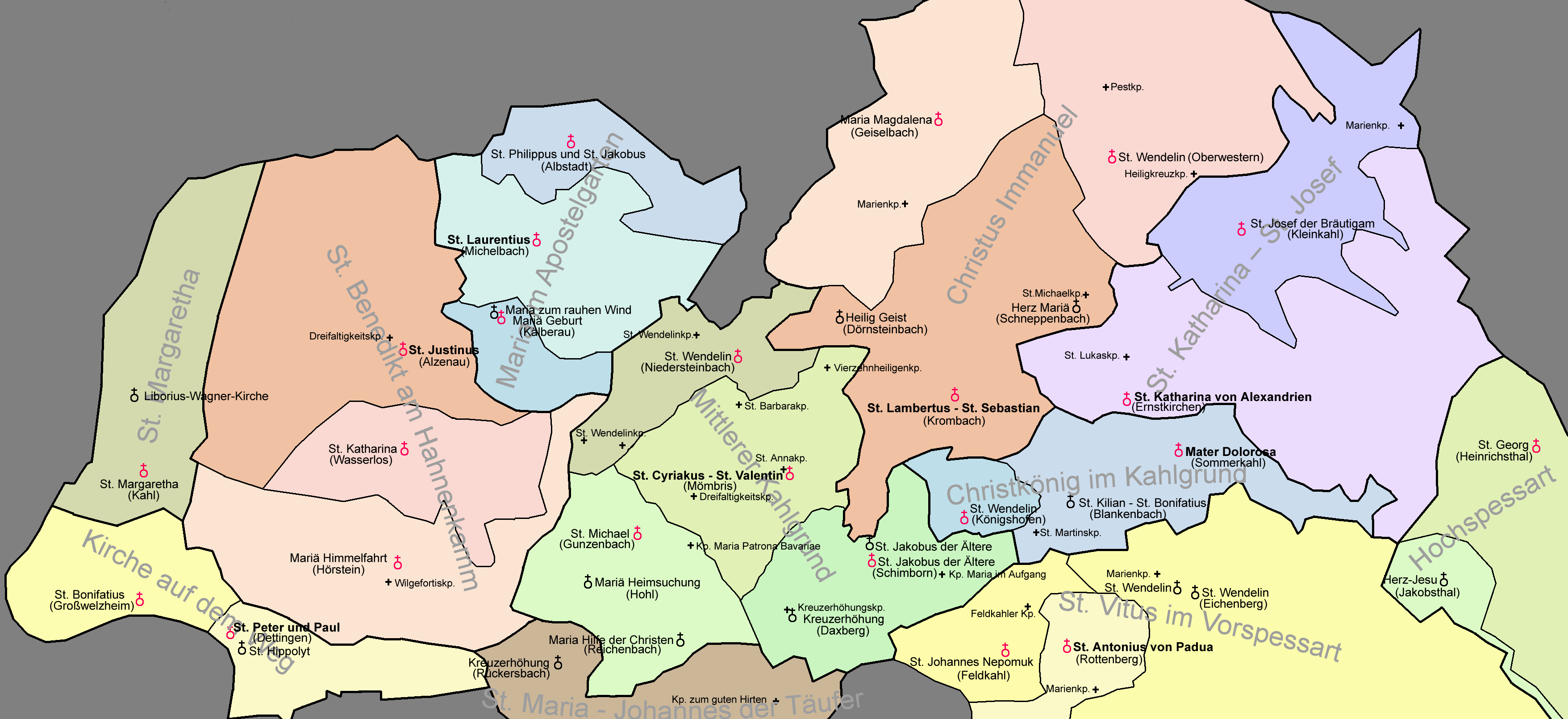
Katholische Gliederung des Kahlgrundes

Fast alle katholischen Kirchen des Kahlgrundes stehen im Bezirk des Dekanates Alzenau. Kleine Randgebiete befinden sich im Tätigkeitsbereich der Dekanate Aschaffenburg-Ost und Aschaffenburg-West. Die evangelischen Kirchengebäude befinden sich auf dem Gebiet des Dekanates Aschaffenburg. Folgende Kirchen stehen im Kahlgrund (in Klammern Ort und Pfarrgemeinschaft):
Katholisch:
| - Dreifaltigkeitskapelle (Alzenau, St. Benedikt am Hahnenkamm) - Dreifaltigkeitskapelle (Rappach, Mittlerer Kahlgrund) - Feldkahler Kapelle (Feldkahl, St. Vitus im Vorspessart) - Heilig Geist (Dörnsteinbach, Christus Immanuel) - Herz Jesu (Jakobstal, Hochspessart) - Herz Mariä (Schneppenbach, Christus Immanuel) - Kapelle Zum Guten Hirten (Breunsberg, St. Maria und Johannes der Täufer) - Kapelle (Kleinhemsbach, Mittlerer Kahlgrund) - Kapelle Maria im Aufgang (Schimborn, Mittlerer Kahlgrund) - Kreuzerhöhung (Daxberg, Mittlerer Kahlgrund) - Kreuzerhöhung (Rückersbach, St. Maria und Johannes der Täufer) - Kreuzerhöhungskapelle (Daxberg, Mittlerer Kahlgrund) - Liborius-Wagner-Kirche (Kahl am Main) - Mariä Geburt (Kälberau, Maria im Apostelgarten) - Mariä Heimsuchung (Hohl, Mittlerer Kahlgrund) - Maria Hilfe der Christen (Reichenbach, Mittlerer Kahlgrund) - Mariä Himmelfahrt (Hörstein, St. Benedikt am Hahnenkamm) - Maria Patrona Bavariae-Kapelle (Rothengrund) - Maria zum rauhen Wind (Kälberau, Maria im Apostelgarten) - Marienkapelle (Eichenberg, St. Vitus im Vorspessart) - Marienkapelle (Omersbach, Christus Immanuel) - Marienkapelle (Rottenberg, St. Vitus im Vorspessart) - Marienkapelle an der Kahlquelle (Bamberger Mühle) - Mater Dolorosa (Sommerkahl, Christkönig im Kahlgrund) - Pestkapelle (Huckelheim, Christus Immanuel) - St. Anna (Mömbris, Mittlerer Kahlgrund) - St. Antonius von Padua (Rottenberg, St. Vitus im Vorspessart) - St. Barbara (Strötzbach, Mittlerer Kahlgrund) - St. Bonifatius (Großwelzheim, Kirche auf dem Weg) - St. Cyriakus und St. Valentin (Mömbris, Mittlerer Kahlgrund) | - St. Georg (Heinrichsthal, Hochspessart) - St. Hippolyt (Dettingen, Kirche auf dem Weg) - St. Jakobus der Ältere alt (Schimborn, Mittlerer Kahlgrund) - St. Jakobus der Ältere neu (Schimborn, Mittlerer Kahlgrund) - St. Johannes Nepomuk (Feldkahl, St. Vitus im Vorspessart) - St. Josef der Bräutigam (Kleinkahl, St. Katharina – St. Josef) - St. Justinus (Alzenau, St. Benedikt am Hahnenkamm) - St. Katharina (Wasserlos, St. Benedikt am Hahnenkamm) - St. Katharina von Alexandrien (Ernstkirchen, St. Katharina – St. Josef) - St. Kilian und St. Bonifatius (Blankenbach, Christkönig im Kahlgrund) - St. Lambertus und St. Sebastian (Krombach, Christus Immanuel) - St. Laurentius (Michelbach, Maria im Apostelgarten) - St. Lukas (Schöllkrippen, St. Katharina – St. Josef) - St. Margaretha (Kahl am Main) - St. Maria Magdalena (Geiselbach, Christus Immanuel) - St. Martinskapelle (Erlenbach, Christkönig im Kahlgrund) - St. Michael (Gunzenbach, Mittlerer Kahlgrund) - St. Michael (Schneppenbach, Christus Immanuel) - St. Peter und Paul (Dettingen, Kirche auf dem Weg) - St. Philippus und St. Jakobus (Albstadt, Maria im Apostelgarten) - St. Wendelin (Brücken, Mittlerer Kahlgrund) - St. Wendelin alt (Eichenberg, St. Vitus im Vorspessart) - St. Wendelin neu (Eichenberg, St. Vitus im Vorspessart) - St. Wendelin (Hemsbach, Mittlerer Kahlgrund) - St. Wendelin (Königshofen, Christkönig im Kahlgrund) - St. Wendelin (Niedersteinbach, Mittlerer Kahlgrund) - St. Wendelin (Oberwestern, Christus Immanuel) - Vierzehnheiligen (Mensengesäß, Mittlerer Kahlgrund) - Wilgefortiskapelle (Hörstein, St. Benedikt am Hahnenkamm) |

Evangelisch:
- Erlöserkirche (Dettingen)
- Kreuzkirche (Kahl)
- Peter und Paul (Alzenau)
- St. Markus (Schöllkrippen)

## Naturschutz
Der gesamte mittlere und obere Kahlgrund liegt im Naturpark Spessart.

### Naturschutzgebiete

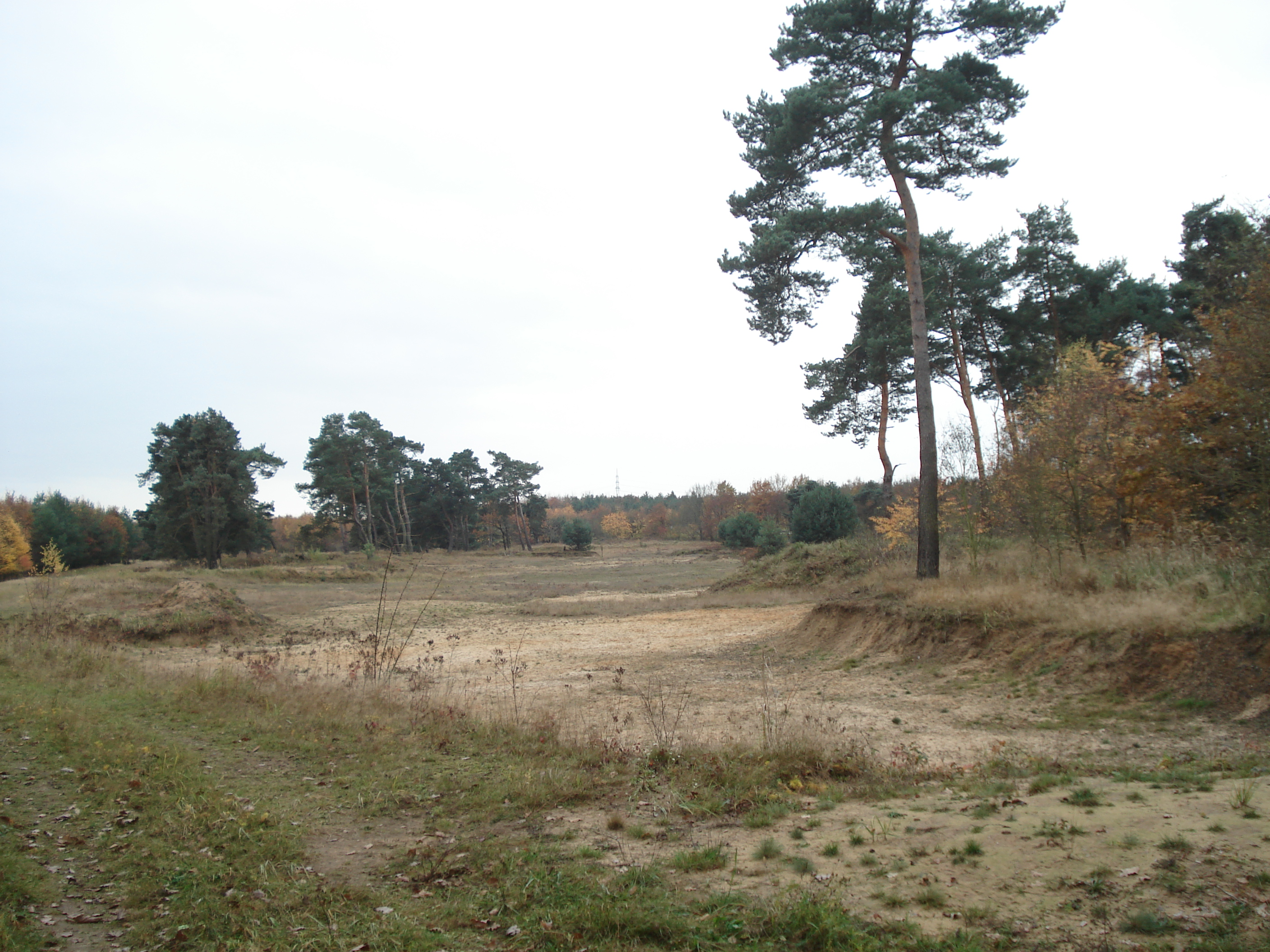
Naturschutzgebiet Alzenauer Sande

Folgende Naturschutzgebiete liegen im Kahlgrund:
- Alzenauer Sande (NSG-00439)
- Amphibienfreistätte Sommergrund (NSG-00232)
- Amphibienfreistätte Speckkahl (NSG-00187)
- Spessartwiesen (NSG-00586)
- Vogelschutzgebiet Gustavsee (NSG-00382)

Folgende Gebiete wurden in den 1980er Jahren vom Bayerischen Staatsministerium für Landesentwicklung und Umwelt als Naturschutzgebiete vorgeschlagen:
- Hohlweg bei Kälberau
- Schanzenkopf bei Michelbach
- Goldbachgrund bei Michelbach

### Landschaftsschutzgebiete
Folgende Landschaftsschutzgebiete liegen im Kahlgrund:
- Landschaftsschutzgebiet Landschaftsräume im Landkreis Aschaffenburg (LSG-00293.01) bei Alzenau, Michelbach, Hörstein, Großwelzheim und Kahl
- Landschaftsschutzgebiet Lindigwald (LSG-00293.02) bei Dettingen

### Geschützte Landschaftsbestandteile
Es gibt im Kahlgrund folgende geschützte Landschaftsbestandteile:
- Hohlweg bei Kälberau
- Kahlauen bei Schöllkrippen

### Naturdenkmäler
Im Kahlgrund befinden sich zahlreiche Naturdenkmäler. Beispiele sind:
- Bildeiche
- Langer See

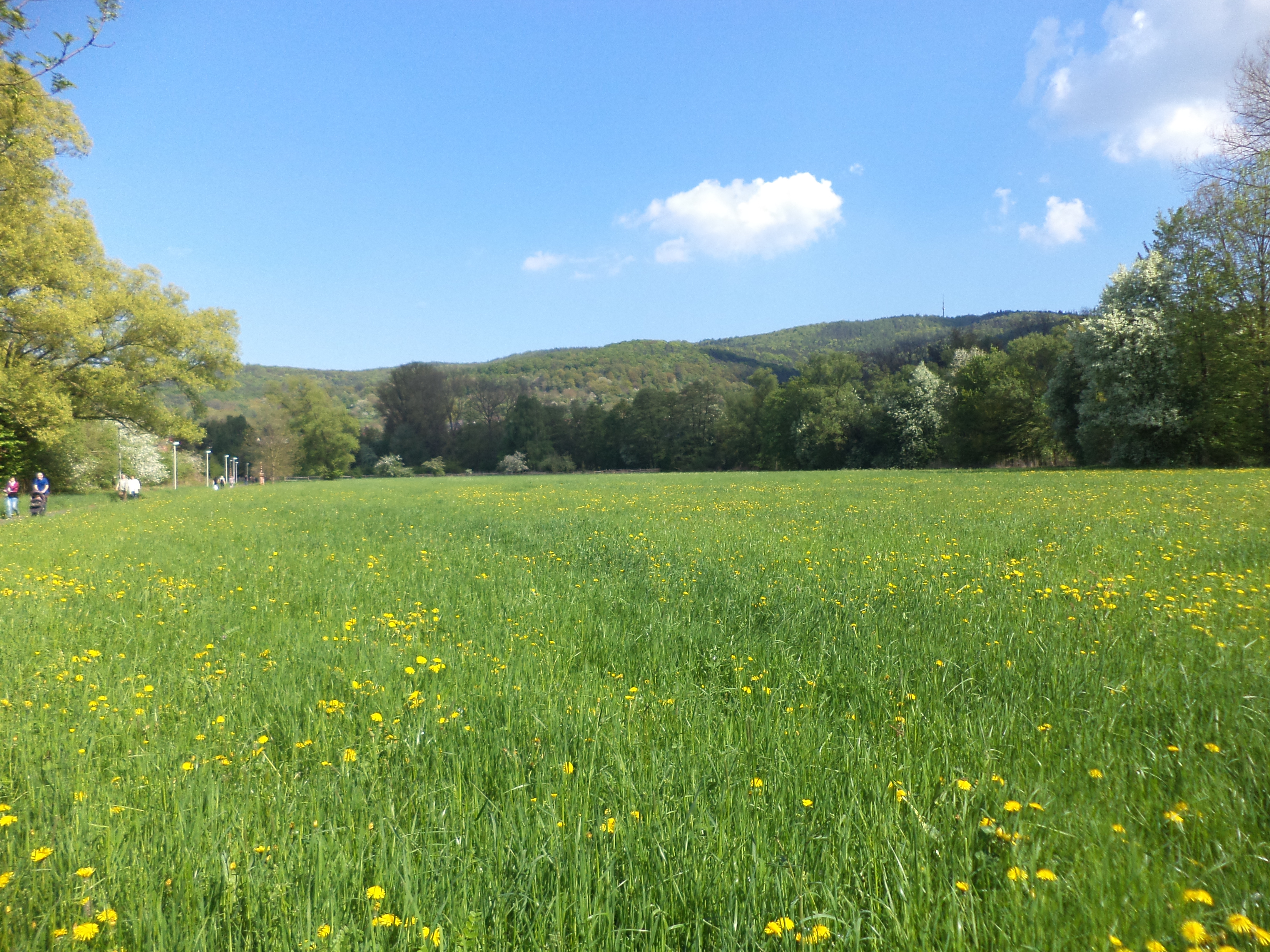
Im unteren Kahlgrund bei Alzenau
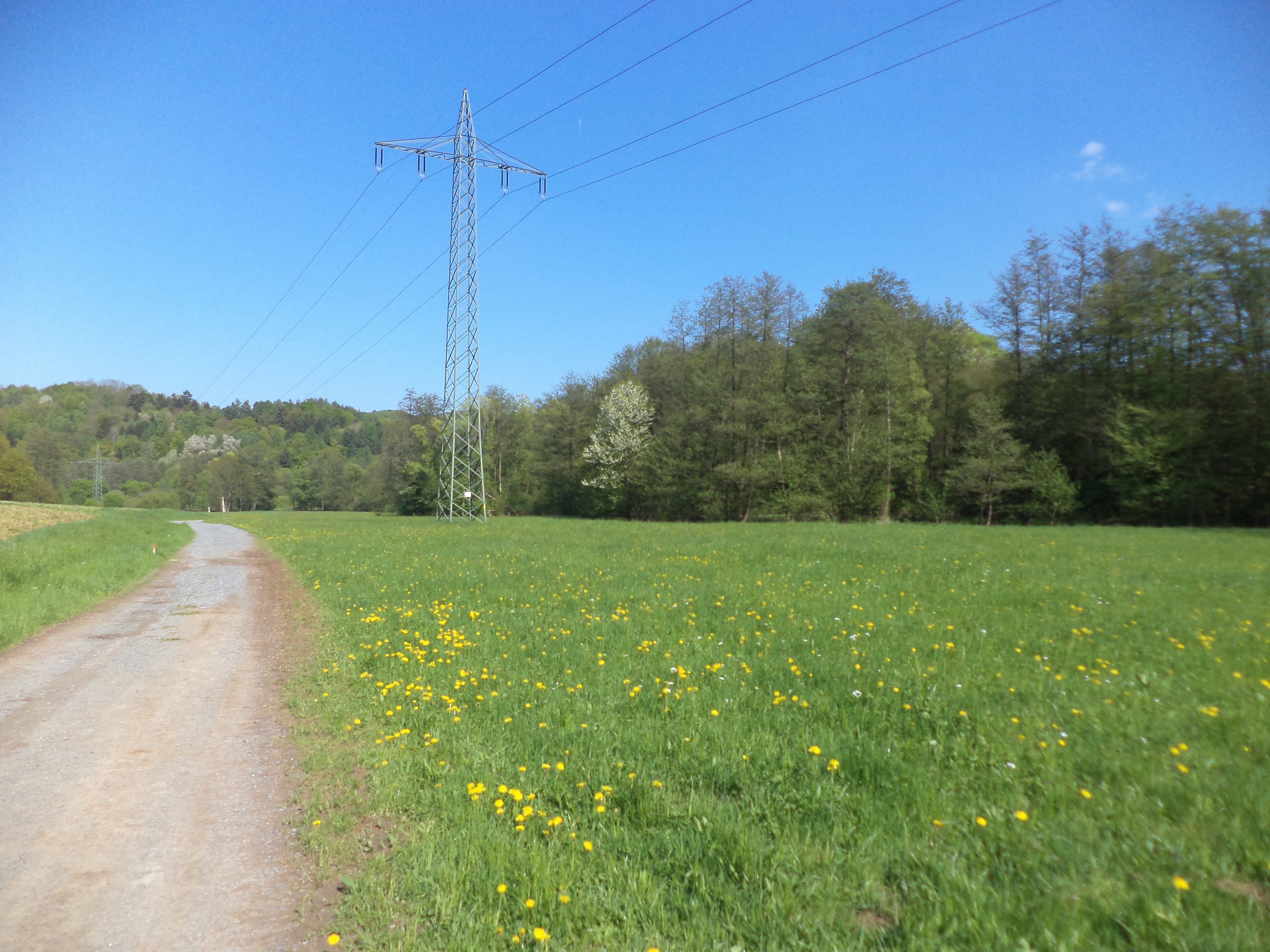
Im mittleren Kahlgrund bei Mömbris
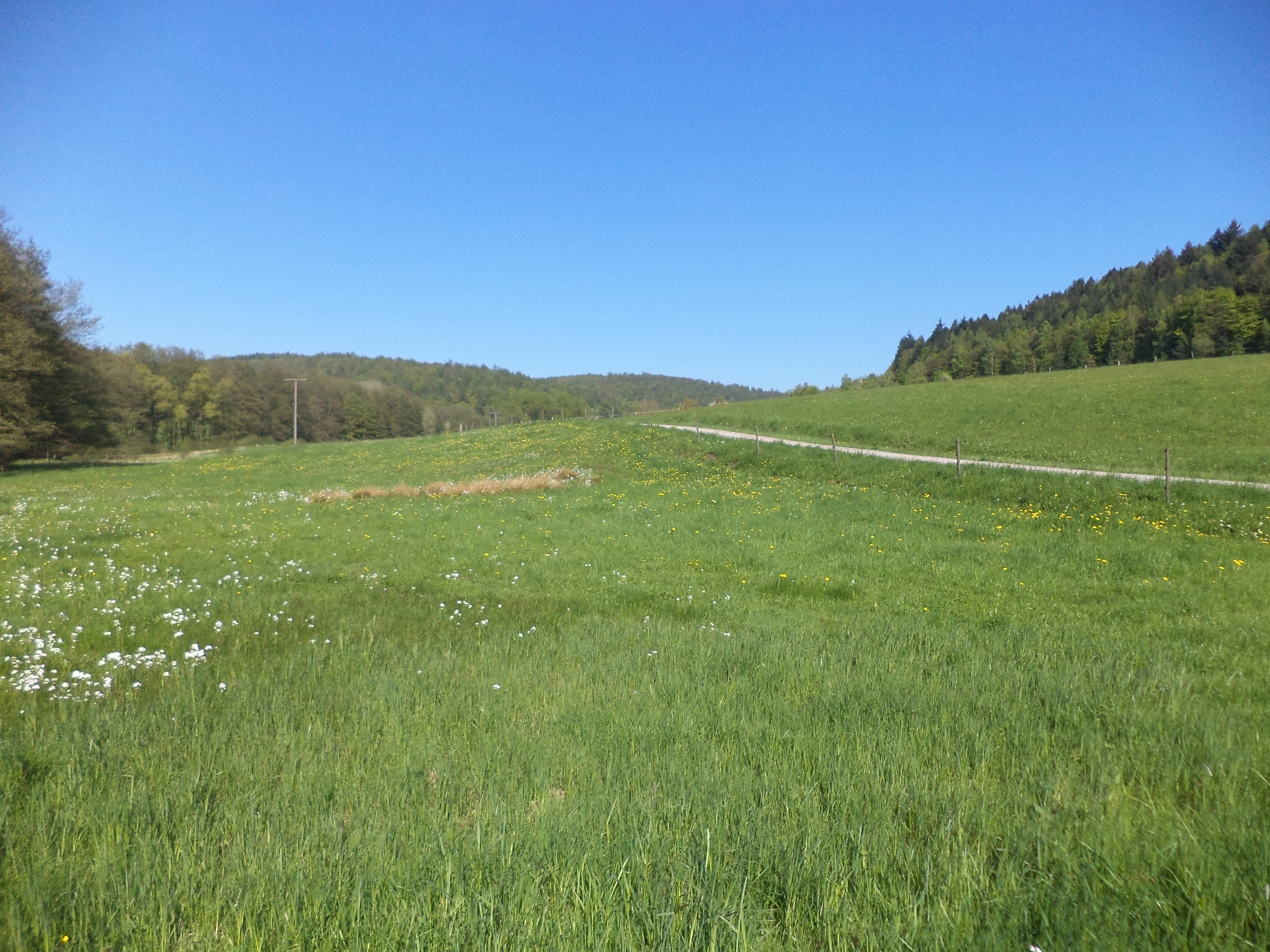
Im oberen Kahlgrund bei Kleinkahl

## Sonstiges

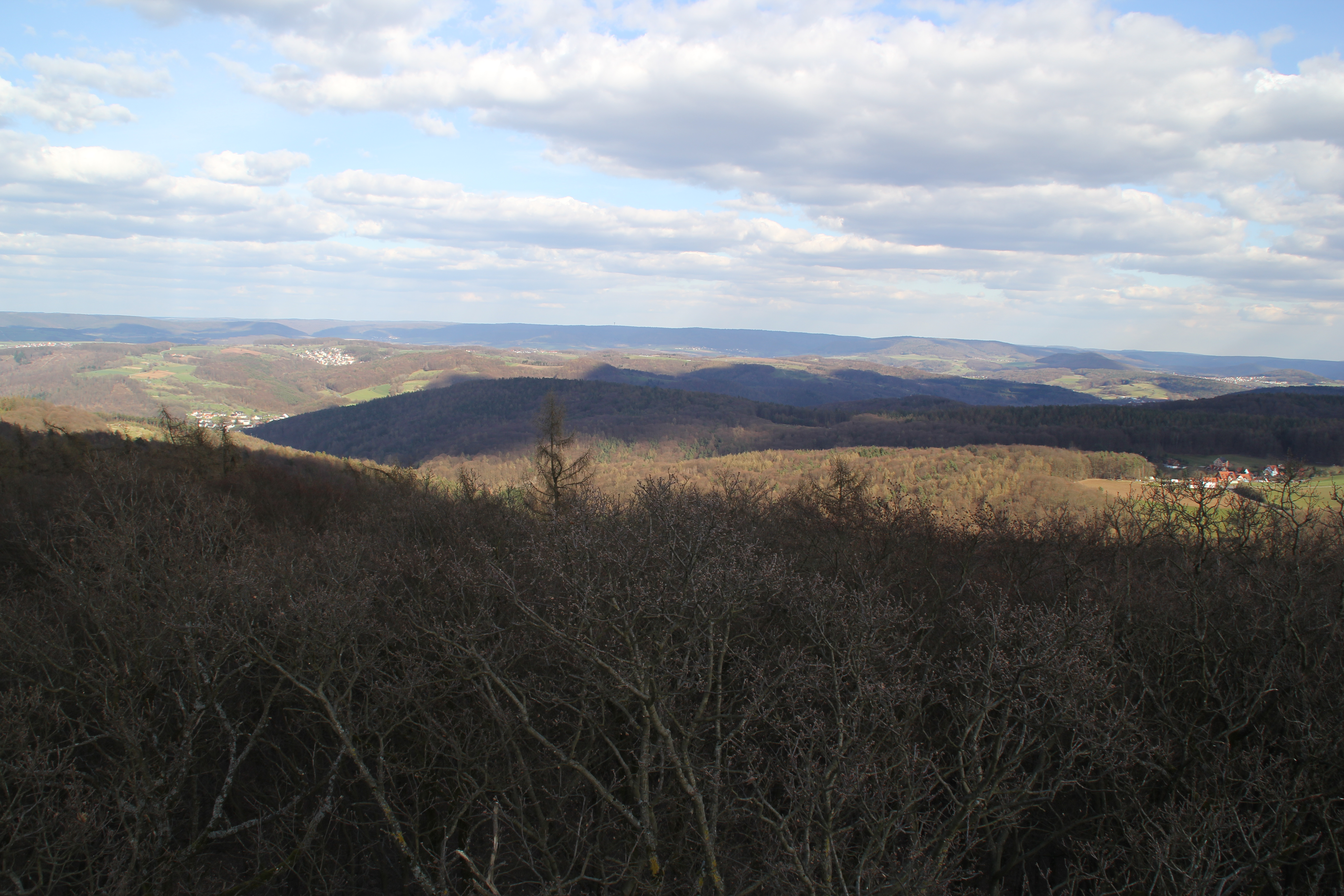
Der mittlere Kahlgrund vom Hahnenkamm aus betrachtet: links Niedersteinbach und Dörnsteinbach, rechts Rottenberg und Kleinhemsbach

Nach dem Kahlgrund sind Straßen in Aschaffenburg, Blankenbach, Breunsberg, Schimborn und Wenighösbach benannt.